# Distrito de Machupicchu
El distrito de Machupicchu es uno de los siete que conforman la provincia de Urubamba, ubicada en el departamento del Cuzco en el Sur del Perú. Su capital es Machupicchu-Pueblo también llamado Aguas Calientes. 
El distrito de Machupicchu desde el punto de vista de la jerarquía eclesiástica está comprendida en la Arquidiócesis del Cuzco.

## Historia
Oficialmente, el distrito de Machupicchu fue creado el 1 de octubre de 1941 mediante Ley 9396 dada en el primer gobierno del Presidente Manuel Prado Ugarteche.

## Geografía
La capital es el poblado Machupicchu Pueblo, situado a 2.162 m s. n. m. Geográficamente se encuentra ubicado en la ceja de selva.

## Administración
Un 5% del presupuesto proviene del gobierno central mientras que el 95% se recauda a través del turismo con las empresas de transporte, aguas termales y la entrada a la ciudadela inca homónima.

### Autoridades Municipales
- 2023 - 2026:
  - Alcalde: Elvis La Torre Uñaccori, de Somos Perú
  - Regidores:

  1. Héctor Olivera Huamán
  2. Leticia Rojas Salas
  3. Sonia Hancco Mamani
  4. Alfredo Tapia Santisteban
  5. Jimmy Arones Silva

Alcaldes anteriores
- 2019 - 2022: Darwin Baca León, de El Frente Amplio por Justicia, Vida y Libertad.
- 2013 - 2018: Delman David Gayoso García, de la Alianza para el Progreso.
- 2012 - 2013: Elvis La Torre Uñaccori, de Somos Perú.[4]
- 2011 - 2012: Oscar Valencia Aucca.[5][6]
- 2007 - 2010: Edgar Domingo Miranda Quiñones.

### Relaciones internacionales

#### Hermanamientos
La ciudad de Machu Picchu tiene Hermanamientos con las siguientes ciudades alrededor del mundo
- Fukushima, Japón (2015)[7]
- Ōtama, Japón (2015)[8]
- Petra, Jordania (2017)[9]
- Medley, Estados Unidos (2019)[10]
- Tinum, México (2019)[11][12][13]
- Sn. Borja, Peru (2020)[14]
- Ollantaytambo, Peru (2020)[14][15]
- Miraflores, Peru (2020)[15]
- Echarati, Peru (2021)[16]
- Lince, Peru (2022)[17]
- Paracas, Peru (2022)[18]
- Ilo, Peru (2022)[18]
- Tambopata, Peru (2022)[18]
- Los Almendros, Costa Rica
- Buenos Aires, Argentina
- Haworth, Reino Unido
- Ibarra, Ecuador

#### Convenios
- Huayopata, Peru (2020)[19][20]

## Festividades
- Santísima Cruz.
- Señor de Torrechayoc.
- Virgen del Carmen.
- Virgen de la Asunción.